# L'impiegata di papà
L'impiegata di papà è un film del 1934, diretto da Alessandro Blasetti, remake del film tedesco Ritorno alla felicità (Heimkehr ins Glück) (1933) di Carl Boese.
È il secondo dei due remake di successi stranieri diretti da Blasetti, l'altro è Il caso Haller (1933). Di entrambi non è stata conservata alcuna copia.

## Trama
Carla fa la bella vita con i soldi del padre. Ottiene un posto di lavoro nell'azienda ma in cambio dovrà vivere del solo stipendio come tutte le colleghe. Tra i colleghi c'è anche Renato, un giovane di cui si innamora. Il ragazzo però, notata una certa familiarità, la crede amante del titolare e si presenta presso la villa di famiglia dove tutti gli equivoci vengono chiariti.